# Новиков, Тимур Петрович
Тимур Петрович Новиков (24 сентября 1958, Ленинград — 23 мая 2002, Санкт-Петербург) — советский и российский художник, основатель петербургской Новой академии изящных искусств.

## Биография
Родился 24 сентября 1958 года в Ленинграде. Воспитывался матерью Новиковой Галиной Васильевной, своего отца не знал. В 1965 году пошёл в школу. Начал посещать кружок рисования в Доме пионеров Дзержинского района г. Ленинграда. В 1967 году участвовал в выставке детского рисунка в Нью-Дели. В 1968 году переезжает с родителями[уточнить] на Новую Землю, в 1972 году вернулся в Ленинград; впоследствии подчёркивал, что именно пейзаж Крайнего Севера оказал на него сильное влияние, повлияв на его восприятие пространства.
В 1973 году поступил в Клуб юных искусствоведов при Русском музее. Поступает в Техникум химической промышленности на отделение технологии лаков и красок, уходит из техникума в 1975 году. Отказался[как?] от службы в армии как убежденный пацифист. В 1976 году поступил в Клуб юных любителей искусства в Эрмитаже. Написал свои первые картины. Вместе с Олегом Котельниковым создал ансамбль «Монстерз» и в 1977 году примыкнул к авангардистской группе «Летопись», которая сформировалась вокруг Бориса Кошелохова. В составе группы участвовал в своей первой квартирной выставке.
В 1978 году осуществил свой первый кураторский проект: арендовал помещения в не действующей тогда церкви Шестоковской Божьей Матери, организовал творческие мастерские имени Кирилла и Мефодия, 2 июня 1978 года провёл квартирную выставку.
В 1980 году открыл вместе с Котельниковым квартирную галерею, названную ими «АССА», в коммунальной квартире на ул. Воинова, д. 24. В галерее прошла «I биеннале портретов Тимура Новикова». Галерея прекратила своё существование в 1987 году.
В этом же году познакомился в Москве с художницей М. М. Синяковой-Уречиной, вручившей ему право именоваться «Председателем земного шара».
В 1981 г. вступил в ТЭИИ, первый союз неофициальных художников Ленинграда. В 1982 г. на первой выставке ТЭИИ в ДК им Кирова устропл вместе с художником Иваном Сотниковым панковскую акцию: экспонировал фанерный щит с дырой, назвав работу «Ноль-объект».

### Новые художники
В 1982 году Тимур Новиков создал группу «Новые художники». Первыми участниками группы стали Георгий Гурьянов, Евгений Козлов, Олег Котельников, Иван Сотников, Кирилл Хазанович. Стилистически «новые художники» были параллельны таким западноевропейским движениям в искусстве, как Новые Дикие (Neue Wilde, Германия), Ист Вилледж (East Village, США), Фигурасьон Либр (La Figuration libre, Франция), Трансавангард (Transavantgarde, Италия) и таким явлениям как «новая фигуративность», «новая волна», «новый романтизм».
В 1985 году создал Новую академию всеческих искусств. Взятое у футуристов понятие «ВСЕЧЕСТВО» связывало группу с искусством русского авангарда. Живой связью с этим периодом русского искусства были знакомые художники того поколения — Мария Александровна Спендиарова, Мария Михайловна Синякова-Уречина и Татьяна Николаевна Глебова, написавшая портрет Новикова. От художников авангарда «Новых художников» отделяло прежде всего отсутствие серьёзной теории.
В группу входили: Е. Козлов, Иван Сотников, Олег Котельников, Тимур Новиков, Георгий Гурьянов и другие художники. Позднее к группе присоединились Евгений Юфит, Сергей Бугаев, В. Черкасов, Андрей Медведев, Владислав Гуцевич, Вадим Овчинников, Инал Савченков, Андрей Крисанов, Олег Маслов, Миша Таратута и Виктор Цой.
Проводил совместные акции с художниками Запада — Э. Уорхоллом, Д. Кейджем, Р. Раушенбергом.

## Кино и музыка
В 1983 году организовал музыкальную авангардистскую группу «Новые композиторы», с того же года стал сотрудничать с оркестром «Популярная механика» Сергея Курёхина
В 1985—1986 гг. сотрудничал с Рок-клубом как оформитель концертов группы «Кино»; в 1987-89 гг. привлёк художника-модельера Константина Гончарова к работе над сценическими костюмами музыкантов группы.(В. Цой, Г. Гурьянов, Ю. Каспарян).
В 1984—1985 гг. «Новые художники» ставили перформансы: «Идиот», «Анна Каренина», «Стреляющий лыжник», «Балет трех неразлучников» (по Даниилу Хармсу, музыка И. Веричева и В. Алахова)) . Художники занимались также кинематографом («параллельное кино», «некрореализм»), литературой, музыкой, «новой критикой» и сами изобретали музыкальные инструменты (утюгон, длинные струны и др.)
В 1987 году участвовал как художник и актёр в фильме «Асса», сотрудничал с режиссёром Сергеем Соловьевым (первая в истории советского кинематографа премия за художественное оформление). Был едва ли не первым медиа-художником в СССР, став идеологом «Пиратского телевидения» (1989), а в последующем режиссёром-постановщиком фильмов «Золотое сечение» (1999), «Кошмар модернизма» (1999).
Участвовал в создании клубного движения и рейва на Фонтанке-145; один из организаторов «Гагарин парти» на ВДНХ (1991).
В 1992 г. участвовал в съёмках фильма Сергея Дебижева «Два капитана-2».

### «Берём курс на классику»
В декабре 1988 года открыл Свободный университет. Преподавателями университета, помимо Тимура Новикова, стали Сергей Курехин и Борис Юхананов. «Свободный университет» располагался в Центральном лектории общества «Знание».
В конце 1989 года на одном из заседаний Новиков объявил, что он берёт «курс на классику и красоту, публично провозглашая их наиболее актуальными и современными». Он создает новое «нео-академическое» направление в петербургском искусстве, противостоящее модернизму и выступающее за сохранение и возрождение классического искусства.

«Академизм — это умение пользоваться различными приёмами художественного ремесла с одинаковым умением. Неоакадемизм является прямым продолжением этого „техницизма искусств“ на уровне нашего времени, попыткой применения новых техногенных форм как возможности сделать классическое по содержаню, академическое по форме искусство достоянием всех» (Алёна Спицына).
— 

В 1990 году впервые выставлялся в Русском музее на выставке «Территория искусства» (панно «Нью-Йорк ночью»). Совместно с Дуней Смирновой проводит выставку и конференцию «Молодость и красота в искусстве». Вместе с Сергеем «Африкой» Бугаевым, Иреной Куксенайте, Олесей Туркиной и Виктором Мазиным учреждает журнал «Кабинет».
В 1991 г. сделал две политические инсталляции, посвящённые американской войне в Ираке — «Разлив нефти в Персидском заливе» и «Обстрел Багдада».

### Дворцовый мост
В июне 1990 года Новиков и его коллеги приняли участие в Первой выставке на пролёте Дворцового моста, организованной художником Иваном Мовсесяном, и отражавшей стремление ленинградских художников к публичным акциям. Участники выставки создавали произведения специально для этой экспозиции, в контакте с заданным городским пространством. Экспонированные работы вошли в собрание Музея «Дворцовый мост».
21—22 июня 1991 года участвовал во Второй выставке — проекте художника Ивана Мовсесяна — на пролёте Дворцового моста, выставляет монументальное живописное панно «Борцы». Другими участниками выставки были Г.Гурьянов, И. Мовсесян, Д. Егельский, В. Тузов, Ольга Комарова (Тобрелутс).

### Новая Академия
В своем искусстве Новиков продолжил развивать находки 80-х, усиливая декоративный и фактурный эффекты и используя неоклассическую образность. В его новом творческом периоде «классицистические декларации Новой Академии соседствовали с красочной богемностью жизни девяностых годов».
С конца 1980-х годов Новиков навсегда оставил живопись, и, под влиянием эстетических идей своего друга, художника и fashion-дизайнера Константина Гончарова, перешёл от «экспрессивного рисования» к другой технике: текстильному коллажу. Использовал минималистские трафареты. Иконография его работ упрощается и «сводится к двухчастному разделению плоскости и установке на ней простого знака».
В 1991 г. провёл первую программную выставку НАИИ «Неокадемизм» в Русском музее. Художники, разделившие идею Новикова, экспонировали свои работы каждый в отдельном зале: Тимур Новиков и Константин Гончаров, Георгий Гурьянов, Денис Егельский, Сергей Бугаев. Выставил работы «Аполлон, попирающий красный квадрат», «Нарцисс»; в том же зале Константин Гончаров выставляет «Рыцарские плащи», — просторные бархатные плащи, украшенные необычными вставками из открыток. Художники ориентированы на «не поддающуюся пошлости красоту», на идеалы образов классического искусства и классического балета. С этого времени Новиков включает открытки и фотографии (репродукции классической живописи и образы балета) в свои работы.
С этого времени панно Новикова стали «знамёнами» неоакадемизма с образами греческих богов, «отвечающих за живую силу творчества» — Аполлона, Афродиты, Эрота. Ряд работ посвящены античной повести, истории Амура и Психеи. Героями работ становятся великие и несчастные эстеты — Оскар Уайльд (серия «Приключения Оскара Уайльда») и Людвиг Баварский, в их честь проводятся особые выставки («Тайный культ» 1992, Русский музей; «Лебединая песня немецкого романтизма» 1995, Айдан-галерея, Москва; «О красоте» 1995, «Риджина», Москва; Людвиг Второй Баварский и «Лебединое озеро», 1996, галерея XL, Москва).
В 1993 году круг неоакадемистов преобразился в институт под названием «Новая академия изящных искусств». «Появление Новой академии рассматривалось как некая игра в новый официоз». Художники неоакадемисты — сам Т. Новиков, Г. Гурьянов, также В. Тузов, Д. Егельский и А. Медведев — получили звания почётных профессоров Новой Академии. НАИИ занимала помещения на Пушкинской ул, 10 и была одновременно учебным заведением (Новая Академия Изящных Искусств). В НАИИ одновременно возрождались старые фототехники и активно использовались новые технологии, использующие формы классического искусства.

«Неоспоримое превосходство и достоинство неоакадемизма в том, что он даёт почувствовать классику» (Олег Котельников)— 
Под этим лозунгом в залах НАИИ началмись занятия для студентов НАИИ и проходили регулярные выставки профессоров НАИИ — Ольги Тобрелутс (Комаровой), Беллы Матвеевой , Г. Гурьянова, Д. Егельского, О. Маслова и В. Кузнецова, К Гончарова и студентов НАИИ Егора Острова, Станислава Макарова.
В 1994 г. при участии Новикова открылась галерея моды «Строгий Юноша», которой руководил Константин Гончаров.
В 1995 году Новиков сделал камин-аут. В интервью журналу «Кабинет» он рассказал о своей гомосексуальности. Однополые отношения была одной из основ художников его круга, что ярко отразилось в их творчестве, особенно Георгия Гурьянова. В начале 1990-х он также принимал участие в правозащитной гей-лесби-организации «работе Фонда Чайковского».
В 1995 г. стал жить в Берлине. Его выставка «Закат немецкого романтизма» или «Архитектура в Третьем Рейхе» (на основе проектов монументов для установки на границах Третьего Рейха) закрылась по цензурным соображениям.
В 1997 году устроил праздник неоакадемизма в Павловском дворце, музыку для которого написал и исполнил Брайан Ино. Открыл учебные классы НАИИ в Русском музее, в Михайловском замке. Инициировал создание Европейского общества классической эстетики, с участием профессора А. И. Зайцева.
В 1998 году в Русском музее прошла ретроспективная выставка Новикова, к которой музей издал его книгу «Новый русский классицизм».
В 1999 году Тимур Новиков вместе с Марусей Климовой организовал фестиваль петербургского декаданса «Тёмные ночи».

### «Художественная воля»
В 1990-х годах Тимур Новиков заразился ВИЧ-инфекций (по другим сведениям энцефалитом). В 1997 году в результате болезни он ослеп (причиной называли болезнь Лайма). Исследователи отмечают, что это стало поворотным моментом его жизни, когда от образа «гомосексуального денди» он обращается к роли «старца-патриарха». В 1998 году женился на своей сиделке Ксении. Новиков окончательно обратился к консерватизму и национализму, дружил с Александром Дугиным.
Но несмотря на болезнь он продолжил руководить Новой академией. Читал лекции в СПбГУ и других институтах города. Вёл передачу «Новая Академия», пропагандирующую классическую музыку, на молодёжной техно-радиостанции «Порт FM» (1998). Собранную им художественную коллекцию передал, частично, в собрания Русского музея и Эрмитажа.
С 1998 выступил инициатором создания организаций: «Институт истории современного искусства» и «Художественная Воля» (1998), выступавшей за сохранение «культурной экологии». Издал вместе с художником и критиком Андреем Хлобыстиным газету «Художественная воля» и радикальный журнал «Сусанинъ». Сменил свои политические взгляды на консервативные и ортодоксальные, утверждал, что «классика — традиционная форма для воспевания российской государственности». Считал, что «Петербург должен укреплять свою репутацию столицы классической культуры, а не конкурировать с мировыми столицами актуального искусства, как Лондон и Нью-Йорк». В 1990-е активно занимался книгоиздательской деятельностью.
23 мая 1998 г. в Кронштадте на форте № 7 «Художественная воля» и НАИИ провёл мемориально-художественную акцию. В заброшенном форте было устроено «Сожжение сует», посвященное 500-летию казни Савонаролы на флорентийской Площади Синьории: художники сжигали свои картины, сочтённые непристойными, а также журналы «Радек» и «Птюч».
В 2001 г. принял участие в выставке «Между землёй и небом. Неоклассические тенденции в современном искусстве», в Остенде (Бельгия), которую курирует Эдвард Люси-Смит.
23 мая 2002 года Тимур Новиков умер от пневмонии. Похоронен на Смоленском кладбище в Санкт-Петербурге. Тема его гомосексуальности и болезни стали замалчиваться сразу после его смерти. В частности Сергей Бугаев заявлял, что эта информация портит его «статус государственного художника».
В 1998 году женился на своей сиделке Ксении Савельевой (ум. 29 июня 2016 года). Удочерил её дочь Марию (ныне Мария Новикова-Савельева).

## Выставки
- 2018 — Тимур Петрович Новиков. К 60-летию со дня рождения художника. Государственный Русский музей. Мраморный дворец (Санкт-Петербург).
- 2018 — «В садах Тимура». Куратор О. Туркина. Центр Курехина, Санкт-Петербург.
- 2013 — «Тимур Новиков в ММОМА». Куратор Е. Андреева. Московский музей современного искусства (Гоголевский, 10), Москва.
- 2011 — «Новая Академия. Санкт-Петербург». Кураторы А. Ипполитов и А. Харитонова. Москва, Фонд культуры «Екатерина».
- 2008 — «Пространство Тимура. Петербург — Нью-Йорк. К 50-летию Тимура Новикова». Государственный Эрмитаж, Санкт-Петербург.
- 2003 — Ретроспектива работ художника. «Айдан галерея», Москва.
- 2002 — «Горизонты». Государственная картинная галерея, Калининград.
- 2002 — «Евро-Китай». «Айдан-галерея», Москва.
- 2002 — «Палладианский полет». Музей Архитектуры, Москва.
- 2001 — «Горизонты». «Айдан-галерея», Москва.
- 2001 — «Горизонты». Музей Изобразительных Искусств Республики Карелия.
- 2001 — «Ретроспектива». Тульский художественный музей, Тула.
- 2001 — «Открытая студия». Музей Новой Академии Изящных Искусств, Петербург.
- 2001 — «Евро-Китай». Музей Новой Академии Изящных Искусств, Петербург
- 2000 — «Утраченные идеалы счастливого детства». «Айдан-галерея», Москва.
- 2000 — «Утраченные идеалы счастливого детства», Музей Новой Академии Изящных Искусств, Петербург.
- 2000 — «Страстотерпцы». Музей Новой Академии изящных искусств, Петербург
- 2000 — «Ретроспектива». Тверская областная картинная галерея, Тверь.
- 2000 — «Ретроспектива». Государственный областной художественный музей им. И. П. Пожалостина, Рязань.
- 2000 — «Закат немецкого романтизма». Галерея Терпсихора, Петербург.
- 2000 — «Горизонты». Галерея «Navicula Artis», Петербург
- 1999 — «Царица неба». Айдан-галерея, Москва.
- 1999 — «Царица неба». Музей Новой Академии Изящных Искусств, Петербург.
- 1999 — «Балет глазами художников». Санкт-Петербургский Союз Художников, Петербург.
- 1998 — «Людвиг 2 и Лебединое озеро». Выставочный зал Navicula Artis, Петербург.
- 1998 — «Российские императоры». Айдан Галерея, Москва.
- 1998 — «Маленькие тайны истории». Фотографии. Центр искусства фотографии. Петербург.
- 1998 — «Загадки истории». Хироголограммы. Государственный центр современного искусства. Петербург.
- 1998 — «Ретроспектива». 1978—1998. Государственный Русский музей. Мраморный дворец (Санкт-Петербург).
- 1998 — «Russians Saints». 1-20 Gallery, Нью-Йорк.
- 1998 — «Timur Novikov, Andrej Barow. Abend mit Oscar Wild». Lichtblick Gallerie, Кёльн.
- 1997 — World Financial Center, Нью-Йорк.
- 1997 — Gallery Art Kiosk, Брюссель.
- 1996 — «Людвиг 2 Баварский и „Лебединое озеро“ П. И. Чайковского». Галерея XL, Москва.
- 1996 — «Тимур Новиков. Шелкографии». Центр Современного искусства Дж. Сороса, Петербург.
- 1995 — «Тимур Новиков. Архитектура в немецкой империи». Музей Новой Академии Изящных искусств, Петербург.
- 1995 — «Лебединая песня немецкого романтизма». «Айдан-галерея», Москва.
- 1994 — «Гобелены». Музей Новой Академии Изящных искусств, Петербург.
- 1994 — «В стране литературных героев». Всесоюзный музей А. С. Пушкина, Мемориальный музей-квартира Н. А. Некрасова, Петербург.
- 1994 — «Тимур Новиков. Персональная выставка в редакции журнала „Декоративное искусство“». Москва.
- 1994 — «Лебединая песня немецкого романтизма». Kunstlerhaus Bethanien, Берлин.
- 1993 — «Лебединое озеро». Музей городской скульптуры, Петербург.
- 1993 — «Западно-Восточный диван. Убранство Арабской гостиной». Николаевский дворец, галерея Navicula Artis. Санкт-Петербург
- 1993 — «Timur Novikov». Stedelijk museum, Амстердам.
- 1993 — «Russian Resurgence: Recent Works by Timur Novikov». Frederic R. Weisman Museum of Art, Pepperdine University, Malibu, Калифорния, США.
- 1993 — «Oscar Wilde’s Adventures». Paul Judelson Arts, Нью-Йорк.
- 1993 — «Timur Novikov». Espace Montjoie, Париж.
- 1993 — «Timur Novikov». Kunsthalle, Дюссельдорф.
- 1993 — «Timur Novikov». Griffelkunst, Гамбург.
- 1992 — «Тимур Новиков. Апология красоты». Галерея 1.0, Москва.
- 1992 — «Дуэты». Московский Архитектурный институт, Москва.
- 1992 — «Тимур Новиков». Музей Этнографии, Петербург.
- 1992 — «Russian Resurgence: Recent Works by Timur Novikov». Center for the Fine Arts, Miami. Florida.
- 1991 — «Тимур Новиков. Gagarin Party». Павильон «Космос», ВДНХ, Москва.
- 1991 — «Timur Novikov. Interferenzen». Musee D’Art Moderne Vienne, Palais Lieshtenstein.
- 1991 — «Timur Novikov». Raab Gallery, Берлин.
- 1991 — «Timur Novikov». Phyllis Kind Gallery, Нью-Йорк.
- 1989 — «Timur Novikov and Africa». Tate Gallery, Liverpool. Raab Gallery, Лондон.
- 1989 — «Timur Novikov». Turun Linna ja Historiallienen Museo. Turku.
- 1986 — Персональная выставка в галерее «АССА», Ленинград.
- 1985 — Персональная выставка. Театр Клуба 81, Ленинград.
- 1983 — Персональная выставка в Библиотеке Академии наук СССР, Ленинград.

## Работы находятся в собраниях
| - MUMOK, Вена. - Музей Стеделик, Амстердам. - Музей Людвига, Будапешт. - Русский музей, Санкт-Петербург. - Музей Новой Академии Изящных Искусств, Санкт-Петербург. - Новый музей, Санкт-Петербург. - ММСИ, Москва. - ГЦСИ, Москва - Музей Art4.ru, Москва. - Aboa Vetus & Ars Nova, Турку. - Paul Judelson Arts, Нью-Йорк. - Фонд Art ex East. - Фонд «Новый», Москва. - Арт-Киоск, Брюссель. - Галерея Forsblom, Хельсинки. - Галерея Рааб, Берлин. | - Частное собрание Алексея Соколова, Санкт-Петербург - Частное собрание Екатерины Андреевой, Санкт-Петербург. - Частное собрание Ринада Ахметчина. - Частное собрание Катрин Беккер, Берлин. - Частное собрание Пьера-Кристиана Броше. - Частное собрание Сергея Бугаева-Африки. - Частное собрание Александра Дашевского. - Частное собрание А. Дмитриева, Санкт-Петербург. - Частное собрание Владимира Добровольского, Москва. - Частное собрание Julie Cabot. - Частная коллекция «2×3 м» Евгения Козлова. - Частное собрание Ирены Куксенайте, Санкт-Петербург. - Частное собрание Алексея Митина. - Частное собрание Игоря Маркина | - Частное собрание Ю. Новикова, Санкт-Петербург. - Частное собрание Регины и Владимира Овчаренко, Москва. - Частное собрание Татьяны Панченковой, Москва. - Частное собрание Николы Саворетти. - Частное собрание Инала Савченко, Санкт-Петербург. - Частное собрание Елены Селиной, Москва. - Частное собрание Екатерины и Владимира Семинихиных, Москва. - Частное собрание Сергея Шутова, Москва. - Частное собрание Пакиты Эскофе-Миро. - Частное собрание Арендта Эткера, Кёльн. - Частное собрание Anton Milagros, Berlin. |

## Снимался в фильмах
- «Асса» (1987);
- «Рок» (1988);
- «Два капитана 2» (1992);
- «Горе от ума».